# Fritz Scheufler
Hans Fritz Scheufler (* 25. Januar 1883 in Waldheim; † 29. April 1952 ebenda) war ein deutscher Verwaltungsjurist und Kommunalpolitiker. Er war von 1924 bis 1935 Bürgermeister der Stadt Pirna in Sachsen.

## Leben und Wirken
Er war der Sohn des Amtsgerichtsrates Hans Georg Scheufler, der später in Tharandt lebte. Nach dem Besuch des Gymnasiums in Dresden diente er von 1903 bis 1904 beim Militär in Bayern. Danach studierte er bis 1908 Rechtswissenschaften und Volkswirtschaft an den Universitäten Freiburg im Breisgau, Berlin und Leipzig. 1913 legte er die zweite juristische Staatsprüfung ab und wurde Ratsassessor in Meißen. 1914 wechselte er in dieser Funktion nach Oschatz und 1915 nach Pirna, wo er ab 1916 gleichzeitig auch als Stadtrat tätig war. Am 1. April 1924 wurde er zum Bürgermeister von Pirna gewählt. Nachdem der bisherige langjährige Oberbürgermeister Arthur Johannes Gaitzsch im April 1933 zunächst beurlaubt und später endgültig pensioniert wurde, wurde Scheufler sein Nachfolger. Im November 1933 beschloss der Stadtrat, die freigewordene Stelle des Oberbürgermeisters nicht wieder zu besetzen. Damit blieb Scheufler das Stadtoberhaupt von Pirna, bis er am 30. April 1935 in den Ruhestand trat. Amtsnachfolger wurde Wilhelm Brunner.
1948 wurde Scheufler durch das Landgericht Dresden auf Grundlage der Kontrollratsdirektive Nr. 38 zu sieben Jahren Gefängnis wegen Verbrechens gegen die Menschlichkeit verurteilt und aus der Gefangenenanstalt Hoheneck in die Heil- und Pflegeanstalt Waldheim überführt.